# Nowosiółki (sielsowiet Wołożyn)
Nowosiółki (biał. Навасёлкі; ros. Новосёлки) – wieś na Białorusi, w obwodzie mińskim, w rejonie wołożyńskim, w sielsowiecie Wołożyn.
W dwudziestoleciu międzywojennym leżały w Polsce, w województwie nowogródzkim, w powiecie wołożyńskim.